# Sifeng (socken i Kina)
Sifeng (kinesiska: 四丰, 四丰乡) är en socken i Kina. Den ligger i provinsen Heilongjiang, i den nordöstra delen av landet, omkring 310 kilometer öster om provinshuvudstaden Harbin. Antalet invånare är 14 417. Befolkningen består av 7 129 kvinnor och 7 288 män. Barn under 15 år utgör 11,0 %, vuxna 15-64 år 81 %, och äldre över 65 år 6,0 %. Sifeng ligger vid sjön Sifengshan Shuiku.
Genomsnittlig årsnederbörd är 857 millimeter. Den regnigaste månaden är juli, med i genomsnitt 190 mm nederbörd, och den torraste är januari, med 6 mm nederbörd.